# Pachyramphus versicolor
El anambé barrado o cabezón barrado (Pachyramphus versicolor), es una especie de ave paseriforme perteneciente a la familia Tityridae. Este género ha sido emplazado tradicionalmente en la familia Cotingidae o Tyrannidae, pero serias evidencias sugieren que su mejor lugar es Tityridae, donde ahora la emplaza la SACC. 
Se encuentra desde Costa Rica al noroeste de Ecuador y norte de Bolivia. 
El pájaro adulto alcanza los 12 cm de largo y pesa 14 gramos, tiene un anillo ocular visible. El macho adulto tiene el dorso negro con mucho blanco en las alas. Los lados de la cabeza y la garganta son de color verde amarillento con sombra blanca sobre el resto de las partes inferiores. Las partes inferiores son finamente barradas con negro. La hembra adulta tiene una corona gris y de color verde oliva la nuca y el dorso rojizo.
Se encuentra en los bosques de montaña en la parte media y a niveles del dosel , llegando a los bordes inferiores y en los bosques adyacentes más abiertos. Se encuentra principalmente en altitudes entre los 1500-2500 m, a veces superiores a principios de año. Activamente recogen grandes insectos y arañas del follaje durante el vuelo. También regularmente toman pequeñas bayas . Pueden encontrarse individualmente, en parejas o grupos familiares, o con frecuencia como parte de una bandada en la que se alimentan juntos.
El nido, es construido por la hembra en un lugar alto de una rama de árbol de 15-23 m de altura, es una estructura de 30 cm de diámetro, esférica, de material vegetal con una entrada baja. La puesta  típica es de dos huevos blancos con manchas de color marrón, lo que ocurre entre abril y junio y que incuba la hembra sola durante 18-20 días. El macho ayuda a alimentar a los jóvenes.